# Morimus orientalis
Morimus orientalis är en skalbaggsart som beskrevs av Edmund Reitter 1894. Morimus orientalis ingår i släktet Morimus och familjen långhorningar.
Artens utbredningsområde är Iran. Inga underarter finns listade i Catalogue of Life.